# New York Jets
Els New York Jets són un equip professional de futbol americà amb seu a l'àrea metropolitana de Nova York. Formen part de la Divisió Est de la Conferència Americana (AFC) de l'NFL. Fins al gener de l'any 2010 van jugar en el Giants Stadium. Des d'agost d'aquest mateix any juguen en el nou estadi MetLife Stadium. Tots dos estadis es troben a l'estat de Nova Jersey. Els novaiorquesos tenen la distinció de ser el primer equip de la conferència americana (AFC, abans AFL) a guanyar la Super Bowl.

## Història
L'equip va començar a jugar l'any 1960 com a membre de la Lliga Americana de Futbol Americà (AFL) amb el nom de New York Titans. L'any 1963 la franquícia va ser reanomenada gràcies a Sonny Werblin, qui va comprar-la el 1963. Més tard, els Jets es van unir a l'NFL després de la fusió entre l'NFL i l'AFL.

## Palmarès
- Campionats de lliga (2)
  - Campions AFL (abans de la fusió AFL-NFL) (1): 1968.
  - Campionats de la Super Bowl AFL-NFL (1): 1968 (III).
- Campionats de conferència (0).
- Campionats de divisió (4)
  - AFL Est: 1968, 1969.
  - AFC Est: 1998, 2002.

## Estadis
- Polo Grounds (1960–1963)
- Shea Stadium (1964–1983)
- Giants Stadium (1984-2009)
- Estadi Meadowlands (2010-actualment)